# Caladenia nana
Caladenia nana é uma espécie de orquídea, família Orchidaceae, endêmica do sudoeste da Austrália, onde cresce em bosques e florestas claras. São plantas que formam colônias com uma única folha basal pubescente de mede cerca de quinze centímetros de comprimento e uma inflorescência rija, fina e pubescente, com uma ou poucas flores  vistosas rosadas. Sua floração costuma ser estimulada por incêndios florestais de verão. Existem duas subespécies cujas diferenças estão no tamanho do agrupamento das colônias e nos calos dolabelo.

## Publicação e sinônimos
- Caladenia nana Endl. in J.G.C.Lehmann, Pl. Preiss. 2: 7 (1846).

Sinônimos homotípicos:
- Caladeniastrum nanum (Endl.) Szlach., Ann. Bot. Fenn. 40: 144 (2003).

Subespécies:
- Caladenia nana subsp. 'nana
- Caladenia nana subsp. unita (Fitzg.) Hopper & A.P.Br., Nuytsia 14: 181

Sinônimos homotípicos:
- Caladenia unita Fitzg., Gard. Chron., n.s., 1882: 461 (1882).
- Caladeniastrum unitum (Fitzg.) Szlach., Ann. Bot. Fenn. 40: 144 (2003).